# Naples (Dakota du Sud)
Pour les articles homonymes, voir Naples (homonymie).
Naples est une municipalité américaine située dans le comté de Clark, dans l'État du Dakota du Sud. Selon le recensement de 2010, elle compte 41 habitants. La municipalité s'étend sur 0,14 milles carrés (0,36 km2).
La localité doit son nom à la ville italienne de Naples.

## Démographie
| 1930 | 1940 | 1950 | 1960 | 1970 | 1980 |
| ---- | ---- | ---- | ---- | ---- | ---- |
| 89   | 84   | 62   | 36   | 38   | 45   |

| 1990 | 2000 | 2010 | - | - | - |
| ---- | ---- | ---- | - | - | - |
| 35   | 25   | 41   | - | - | - |